# Hana Janků
 (juillet 2024).
Hana Janků, née le 25 octobre 1940 à Brno et morte le 28 avril 1995 à Vienne, est une soprano tchèque.

## Biographie
Hana Janků fait ses études musicales auprès de Jaroslav Kvapil, au Conservatoire de Brno, où elle débute en 1959. Elle chante ensuite à l'Opéra d'État de Prague. En 1967, elle est invitée à chanter à La Scala de Milan. Régulièrement, elle se produit à la Deutsche Oper am Rhein de Düsseldorf ainsi qu'à l'Opéra allemand de Berlin-Ouest.
Elle se produit aussi à l'Opéra d'État de Vienne, au Bayerische Staatsoper de Munich, à l'Opéra d'État de Hambourg, ainsi qu'au San Francisco Opera et au Théâtre Colón de Buenos Aires. En plus des rôles principaux des opéras tchèques, elle s'impose dans des rôles comme Gioconda, Elsa, Kundry, Desdémone ou Ariadne.